# 1982 en jeu vidéo
 (octobre 2019).
Si vous disposez d'ouvrages ou d'articles de référence ou si vous connaissez des sites web de qualité traitant du thème abordé ici, merci de compléter l'article en donnant les références utiles à sa vérifiabilité et en les liant à la section « Notes et références ».

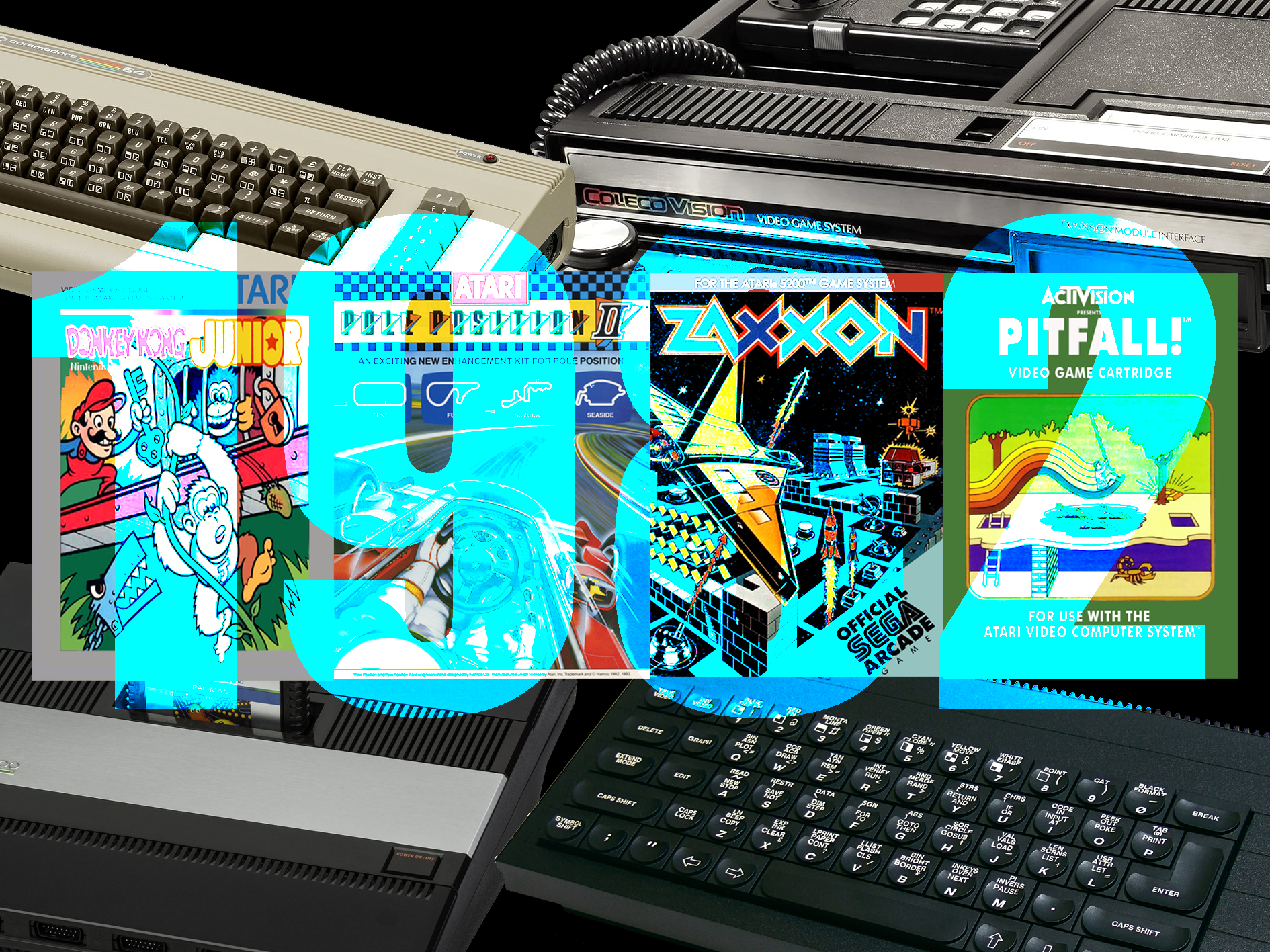

Cet article présente les faits marquants de l'année 1982 concernant le jeu vidéo.

## Événements
- Sortie de l'Atari 5200.[1]
- Sortie du ZX Spectrum[2], l'ordinateur anglais de Sinclair Research Ltd.
- Sortie de la CBS Colecovision.
- Lancement du Commodore 64, le modèle d'ordinateur personnel le plus vendu à ce jour[3].
- Lancement du magazine spécialisé Tilt[4], le premier, et longtemps le seul, du genre en France.
- Création de société Electronic Arts[5]

## Principales sorties de jeux
- Donkey Kong Jr.[6] de Nintendo
- Pole Position de Namco
- Zaxxon de Sega
- Pitfall! de Activision